# Nguyễn Phúc Miên Khoan
Nguyễn Phúc Miên Khoan (chữ Hán: 阮福綿寬; 8 tháng 7 năm 1826 – 2 tháng 9 năm 1863), hiệu là Lật Viên 栗園、Tử Dụ 子裕, tước phong Lạc Biên Quận công (樂邊郡公), là một hoàng tử con vua Minh Mạng nhà Nguyễn trong lịch sử Việt Nam.

## Tiểu sử
Hoàng tử Miên Khoan sinh ngày 4 tháng 6 (âm lịch) năm Bính Tuất (1826), là con trai thứ 33 của vua Minh Mạng, mẹ là Thất giai Quý nhân Lương Thị Nguyện. Hoàng tử là em ruột cùng mẹ với Hương La Công chúa Quang Tĩnh và Tân Hòa Công chúa Đoan Thận. Lúc còn là hoàng tử, ông là người có học hạnh.
Năm Minh Mạng thứ 21 (1840), ông được phong làm Lạc Biên Quận công (樂邊郡公). Cùng năm đó, vua cho đúc các con thú bằng vàng để ban thưởng cho các hoàng thân anh em, các hoàng tử công và hoàng tử chưa được phong tước. Quận công Miên Khoan được ban cho một con tê giác bằng vàng nặng 4 lạng 8 đồng cân.
Tháng 2 (âm lịch) năm 1849, quận công Miên Khoan theo hầu vua Tự Đức nhân dịp vua thăm nhà Thái học. Ông vâng lệnh vua ứng chế 12 bài Thị học. Những bài thơ ấy được vua khen, cho chép vào tập thơ Tích Ung Canh Ca hội tập. Thơ có lời rằng:
Bài I: Nước Nam sinh ra vua thánh, nhân như trời trí như thần. Nối theo công liệt người trước, ngự trị ức triệu nhân dân, trị hóa thấm khắp, rộng ban ân chiếu, xa gần đội đức, như gần mặt trời, mong đám mây.
Bài II: Cả nước thanh bình. Các quan xứng chức, như mặt trời ấm giữa trưa, như gió hòa tám cõi, dân nhân đông nhiều, người cày ruộng người dệt cửi, ăn uống làm nghỉ thoải mái, quên cả công đức của nhà vua.
Bài III: Giúp đỡ sửa sang, đều biết lòng trung. Man di qui thuận, thiên hạ thống nhất, việc binh không dùng, văn hanh thông. Vãn hóa như sao khuê, sao bích sáng tỏ. Đạo và đức đều tốt cả.
Bài IV: Kính nghĩ hoàng đế ta. Thánh học trời phú cho, trong triều ngoài nội đầy đủ văn chất, nhà nào cũng đàn hát học hành, đọc thơ Lộc Minh, làm bài trong Hà Thanh, có nhiều người nho học giỏi để cho nhà nước sử dụng.
Bài V: Vào tháng trọng xuân, kỳ trước ngày Canh (tức là ngày Đinh) sai quan bộ Lễ, xét điển xưa soạn nghi tiết, đồ thờ cũng đã bày, thịt sạch xôi thơm. Thân đem trăm quan, làm lễ thánh sư.
Bài VI: Xe đóng sáu con ngựa chạy ruổi đều nhau, ngự lên thuyền lầu, nửa đem ra đò. Thần mưa dọn đường, Hà Bá tránh nẻo, lọng trả chèo lan, mây lành đặc nghịt.
Bài VII: Kiệu phương lên đường, đuốc sáng rỡ ràng. Cây tùng, cây bách ở quanh tường, xanh lốt um tùm. Nghiêm kính ở miếu, ba tuần rượu kính dâng, tấu nhạc đủ sáu khúc, chuông trống vang rầm.
Bài VIII: Lễ cử hành rồi. Thịnh điển làm rồi. Tưởng tượng trong chỗ hai cột, lòng vua kính thành. Nước có bốn cõi văn giáo đến khắp. Nước có người hèn nhát, đã biết tự lập.
Bài IX: Sáng sớm rực rỡ. Tiếng nhạc ngựa sang sảng, dừng nghỉ ở bờ sông, cờ quạt tạm đừng. Ở nhà Thái học. Lễ nghi long trọng, văn vật rõ ràng. Mũ áo la liệt, múa lạy hoan nghênh.
Bài X: Dung nhân nhà vua rỡ ràng, mặt rồng hớn hở, nhà Thái học vui thay. Thánh hoàng đến nơi liền sai cho thần, giảng rõ nghĩa lý, bên tả để kinh, bên hữu để truyện, đường lối cũng thế. Lời vua phân tách lẽ phải, tỏ rõ ý nghĩa sâu sắc.
Bài XI: Vua bảo là tâm pháp, phải giữ đạo trung, cốt phải tinh nhất, trách nhiệm ở mình trẫm. Nhân cùng trí, dũng, sự hiểu biết và thi hành công dụng giống nhau. Hiếu đạo hiếu đức, trên dưới đều thông.
Bài XII: Kính nghe đức tốt, khuyên dạy dần dần. Kinh truyện học tập,ấy trung tín, cơ nghiệp nhà vua sẽ mở rộng đến được chí thiện sẽ chứng nghiệm ngay, dạy dỗ không cùng, lễ nhạc sẽ dấy lên.
Quận công Miên Khoan vốn giỏi văn, có lưu lại tác phẩm Lạt Viên thi tập. Vua Tự Đức so sánh ông ngang với hai người anh là Tuy Lý vương Miên Trinh và Tùng Thiện vương Miên Thẩm, bảo rằng: "Đỉnh túc tam phân" (cái đỉnh chia làm ba chân).
Lúc sắp mất ông có để thư cho Tuy Lý vương rằng: "Vân hạc tương chiêu thỉnh tiên sinh nhất lai, trì tất bất cập", nghĩa là "Mây bạc sắp mời tôi, thỉnh ngài đến ngay, chậm là không kịp". Dùng từ "vân hạc" là do lúc sinh thời, ông theo tiên thuật, ở giữa sân phủ có xây cái hồ bán nguyệt để dùng vào việc tu hành. Trong phủ có biển đề ba chữ "Dưỡng hối trai" (nhà nuôi sự tối tăm) bày tỏ ý muốn ở ẩn của mình.
Ngày 20 tháng 7 (âm lịch) năm Quý Hợi (1863), dưới triều Tự Đức, quận công Miên Khoan qua đời, hưởng dương 38 tuổi, thụy là Đôn Lượng (敦亮). Mộ của ông được táng tại Nguyệt Biều (thuộc Hương Thủy, Thừa Thiên - Huế), phủ thờ dựng tại ấp Trung Bộ (thuộc Hương Thủy). Đến năm 1876, hậu duệ của ông mua lại phủ đệ của Mỹ Trạch Công chúa Trinh Nhu cũng ở đất ấy làm phủ thờ cho ông.
Quận công Miên Khoan có 4 con trai và 3 con gái. Ông được ban cho bộ chữ Tiêu (髟) để đặt tên cho các con cháu trong phòng. Con trai thứ ba là công tử Hồng Kiêm trước được tập phong, do có mưu phản nghịch trong vụ loạn Chày Vôi nên bị cách tước, sau được khai phục làm Kỳ ngoại hầu (外侯).